# Tournefortia candidula
Tournefortia candidula là loài thực vật có hoa trong họ Mồ hôi. Loài này được (Miers) I.M.Johnst. miêu tả khoa học đầu tiên năm 1930.